# آنتونیو بوسه
آنتونیو بوسه (انگلیسی: Antonio Buscè؛ زادهٔ ۱۲ دسامبر ۱۹۷۵) بازیکن فوتبال اهل ایتالیا است.
از باشگاه‌هایی که در آن بازی کرده‌است می‌توان به باشگاه فوتبال رجینا، باشگاه فوتبال بولونیا، باشگاه فوتبال پادوا، باشگاه فوتبال آ. ث. لومتزانه، باشگاه فوتبال پیزا، و باشگاه فوتبال امپولی اشاره کرد.